# ルイス・リオハ
ルイス・ヘスス・リオハ・ゴンサレス（Luis Jesús Rioja González、1993年10月16日 - ）は、スペイン・ラス・カベサス・デ・サン・フアン出身のサッカー選手。バレンシアCF所属。ポジションはFW。

## 経歴
1999年に地元のクラブであるCDカベセンセに入団し、同クラブで2012年にトップチームデビュー。
2013年6月27日、レアル・マドリードCに3年契約で移籍した。
2014年7月27日、セルタ・デ・ビーゴのリザーブチーム加入し、2017年1月4日にはマルベジャFCに移籍した。
2018年7月23日、セグンダ・ディビシオンのUDアルメリアと2年契約を交わした。8月17日のカディスCF戦にて初出場。
2019年7月1日、デポルティーボ・アラベスと4年契約を結んだ。